# Sede de la Sociedad Civil La Constructora
La Constructora es un edificio ecléctico situado en la La Avenida, n.º 8, en el Ensanche Modernista de la ciudad española de Melilla, y que forma parte del Conjunto Histórico Artístico de la Ciudad de Melilla, un Bien de Interés Cultural.

## Historia
Fue construida en 1911 según proyecto del ingeniero militar Eusebio Redondo para la Sociedad Civil La Constructora.

## Descripción
Consta de planta baja, dos plantas sobre esta y otra retranqueada. Está construido con paredes de mampostería de piedra local y ladrillo macizo, con vigas de hierro y bovedillas del mismo ladrillo. Sus fachadas están compuestas de unos bajos rectangulares, con arcos en el eje central de las fachadas que se continúa con, en los pisos superiores, balcones de ventanas con molduras, mientras en la planta principal, estas están enmarcadas, sina dornas, mientras en la planta primera cuentan, además enmarques, con molduras sobre sus dinteles, terminando en una cornisa, que da paso al peto.
En el chaflán se sitúa un mirador en la planta principal